# Maison Jacquet
La maison Jacquet est un immeuble classé du XVIIe siècle situé dans la commune de Rochefort en Belgique (province de Namur).

## Localisation
Cette maison est située au no 76 de la rue Jacquet (nationale 803), l'artère principale du vieux Rochefort. 
Cette rue ancienne compte d'autres immeubles classés aux nos 77, 96 et 99 et se situe en contrebas des ruines du château comtal de Rochefort.

## Historique
Les trois travées de gauche de l'immeuble actuel ont vraisemblablement été construites au XVIIe siècle et avant 1670 par l'oncle de Pierre Louis Jacquet. Ce dernier, né le 24 décembre 1688 à Rochefort et mort le 11 octobre 1763 à Liège (Principauté de Liège), était l’évêque auxiliaire de Jean-Théodore de Bavière, prince-évêque de Liège. Héritier de son oncle, il agrandit l'immeuble en faisant construire les cinq travées de droite vers 1743. Un remaniement et une harmonisation de la façade sont réalisés après sa mort, en 1775 comme l'atteste la clé de voûte du linteau de la porte d'entrée (devenue une porte-fenêtre) de la partie gauche de la maison. La maison était prolongée sur la gauche par des étables, démolies au début du XXe siècle.

## Description
La façade longue d'environ 24 mètres épouse un virage de la rue qui se traduit par une légère brisure d'axe de quelques degrés qui marque les deux phases de construction (voir Historique). Elle possède huit travées (trois à gauche de la brisure d'angle et cinq à droite) et deux niveaux (deux niveaux et demi sur les trois travées de gauche) sur un haut soubassement avec caves réalisé en pierres calcaires équarries comprenant un portail de cave cintré ainsi qu'une petite porte. Le reste de la façade est élevé en briques enduites de couleur blanche avec encadrements en pierre calcaire. Toutes les baies sont surmontées de linteaux bombés avec clés de voûte passantes. Dix-sept ancres de chaînage sont visibles sur la façade avant. La porte d'entrée, accessible par un perron de huit larges marches en pierre bleue, est surmontée d'une imposte cintrée placée elle même sous un ornement de panneaux en creux ainsi que sous deux rameaux entrecroisés représentant le blason de Pierre Louis Jacquet.

## Classement, activités et visites
L'entièreté de la maison Jacquet est reprise sur la liste du patrimoine immobilier classé de Rochefort depuis le 16 octobre 1975.
Un grenier de la maison est un site Natura 2000 car il abrite une espèce rare de chauves-souris : les vespertilions à oreilles échancrées.
L'immeuble abrite aujourd'hui l'ASBL La Maison-Ressources, un espace de ressourcement, de formation et de rencontres ouvert à tous.
La maison Jacquet se visite par groupe sur rendez-vous.